# Climbing!
| 전문가 평가                                | 전문가 평가 |
| 평가 점수                                  | 평가 점수   |
| 출처                                       | 점수        |
| ------------------------------------------ | ----------- |
| AllMusic                                   | [ 2 ]       |
| Christgau's Record Guide                   | C+          |
| Record World                               | [ 4 ]       |
| The Virgin Encyclopedia of Seventies Music | [ 5 ]       |
| The Music Box                              | [ 6 ]       |
| Daily Vault                                | A           |

《Climbing!》(《Mountain Climbing!》으로도 알려져 있음)은 미국의 하드 록 밴드 마운틴의 데뷔 스튜디오 음반이다. 이 음반은 1970년 3월 7일, 윈드폴 레코드에 의해 발매되었다. 빌보드 200 차트에서 17위까지 올랐으며, 39주 동안 차트에 머물렀다.
이 음반에는 밴드의 가장 잘 알려진 노래인 〈Mississippi Queen〉이 포함되어 있으며, 이 곡은 히트곡이 되었다. 또 다른 곡인 〈Never in My Life〉는 당시 FM 라디오에서 자주 방송되었다. 두 곡 모두 레슬리 웨스트가 불렀으며, 또 다른 라디오 인기곡인 〈Theme for an Imaginary Western〉에서는 펠릭스 파팔라디가 보컬을 맡았다.
이 음반은 뉴욕의 레코드 플랜트에서 녹음되었다. 파팔라디가 이 음반을 프로듀싱했으며, 밥 도를리언스가 엔지니어를 맡았다.

## 배경
이 음반은 레슬리 웨스트 (기타, 보컬), 펠릭스 파팔라디 (베이스, 보컬, 피아노), 코키 랭 (드럼, 퍼커션), 스티브 나이트 (키보드)의 '고전' 마운틴 라인업을 선보였으며 1969년에 발매된 파팔라디와 드러머 노먼 스마트가 등장하는 웨스트의 솔로 음반 《Mountain》을 따라갔다. 파팔라디가 프로듀싱한 이 음반은 미국 빌보드 200 차트에서 17위에 올랐고 밴드의 가장 잘 알려진 곡인 〈Mississippi Queen〉이 수록되었다. 1969년 8월 우드스톡 페스티벌에서 〈For Yasgur's Farm〉의 초기 버전이 〈Who Am I But You And The Sun〉으로 공연되었다. 이 음반은 이후 녹음되어 음반의 제목을 다시 지었다.

## 곡 목록
| #  | 제목                               | 작사·작곡                                              | 재생 시간 |
| -- | ---------------------------------- | ------------------------------------------------------ | --------- |
| 1. | 〈Mississippi Queen〉              | 레슬리 웨스트, 코키 랭, 펠릭스 파팔라디, 데이비드 리어 | 2:31      |
| 2. | 〈Theme for an Imaginary Western〉 | 피트 브라운, 잭 브루스                                 | 5:06      |
| 3. | 〈Never in My Life〉               | 웨스트, 랭, 파팔라디, 게일 콜린스                      | 3:51      |
| 4. | 〈Silver Paper〉                   | 웨스트, 랭, 파팔라디, 스티브 나이트, 조지 가르도스     | 3:19      |

| #  | 제목                     | 작사·작곡                                   | 재생 시간 |
| -- | ------------------------ | ------------------------------------------- | --------- |
| 1. | 〈For Yasgur's Farm〉    | 콜린스, 웨스트, 랭, 파팔라디, 리아, 게리 쉽 | 3:23      |
| 2. | 〈To My Friend〉         | 웨스트                                      | 3:38      |
| 3. | 〈The Laird〉            | 콜린스, 파팔라디                            | 4:39      |
| 4. | 〈Sittin' on a Rainbow〉 | 웨스트, 콜린스, 랭                          | 2:23      |
| 5. | 〈Boys in the Band〉     | 콜린스, 파팔라디                            | 3:33      |

## 인증
| 국가                       | 인증 | 판매량/출하량 |
| -------------------------- | ---- | ------------- |
| 미국 (RIAA)                | 골드 | 500,000^      |
| ^출하량을 기반으로 한 인증 |      |               |